# Sharleen Spiteri
Pour les articles homonymes, voir Spiteri (patronyme).
Sharleen Eugene Spiteri, née le 7 novembre 1967 à Bellshill en Écosse, est une  auteure-compositrice-interprète et guitariste écossaise, cofondatrice et chanteuse du groupe Texas, actif depuis 1985.

## Biographie
Sharleen Spiteri est née en Écosse d'Eddie Spiteri, un marin de marine marchande et guitariste, et de son épouse Vilma, une étalagiste et chanteuse (décédée en 2021). Elle a une sœur cadette, prénommée Corinne.
Son grand-père paternel était égyptien d'origine maltaise (enterré en France à Captieux dans le département de la Gironde) et sa grand-mère paternelle française. Du côté maternel, Sharleen a des origines allemandes et irlandaises.
Elle grandit à Balloch près de Loch Lomond, puis à Glasgow.
Les influences musicales de Sharleen vont des Clash (c'est la principale raison pour laquelle elle joue avec une Fender Telecaster noire), à Blondie, Marvin Gaye ou encore Prince. Elle a également un goût très prononcé pour le hip-hop, qu'elle déclarait être une bonne musique alternative pour Texas.
Sharleen a démarré l'une des plus rentables sociétés de management en Écosse, Near Back.
Elle a également chanté en duo dans la chanson « Stirb nicht vor mir (Don't Die Before I Do) » avec le groupe Rammstein, chanson de leur album Rosenrot (2005).
Elle a une fille prénommée Misty Kyd Heath, née le 9 septembre 2002.
En 2011, elle participe à l'épreuve de La maison des juges de l'émission X-Factor sur M6, en tant que bras-droit d'Henry Padovani, chargé des groupes.
En 2017, elle est invitée dans l'émission française Les Recettes pompettes.
En 2023, elle participe au concert exceptionnel des 30 ans de Taratata où elle chante notamment avec Gaëtan Roussel du groupe Louise Attaque et Mathias Malzieu du groupe  Dionysos.

## Discographie

### Avec Texas

#### 1989:Southside
Liste des titres :
1. I Don't Want a Lover
2. Tell Me Why
3. Everyday Now
4. Southside
5. Prayer for You
6. Faith
7. Thrill Has Gone
8. Fight the Feeling
9. Fool for Love
10. One Choice
11. Future Is Promises

#### 1991:Mothers Heaven
Liste des titres :
1. Mothers Heaven
2. Why Believe In You
3. Dream Hotel
4. This Will All Be Mine
5. Beliefs
6. Alone with You
7. In My Heart
8. Waiting
9. Wrapped in Clothes of Blue
10. Return
11. Walk the Dust

#### 1993:Ricks Road
Liste des titres :
1. So Called Friend
2. Fade Away
3. Listen to Me
4. You Owe It All to Me
5. Beautiful Angel
6. So in Love With You
7. You've Got to Live a Little
8. I Want to Go to Heaven
9. Hear Me Now
10. Fearing These Days
11. I've Been Missing You
12. Winter's End

#### 1997:White on Blonde
Liste des titres :
1. 0.34
2. Say What You Want
3. Drawing Crazy Patterns
4. Halo
5. Put Your Arms Around Me
6. Insane
7. Black Eyed Boy
8. Polo Mint City
9. White on Blonde
10. Postcard
11. 0.28
12. Ticket to Lie
13. Good Advice
14. Breathless

#### 1999:The Hush
Liste des titres :
1. In Our Lifetime
2. Tell Me the Answer
3. Summer Son
4. Sunday Afternoon
5. Move In
6. When We Are Together
7. Day After Day
8. Zero Zero
9. Saint
10. Girl
11. The Hush
12. The Day Before I Went Away

Titre caché présent sur certains exemplaires : Let Us Be Thankful

#### 2000:The Greatest Hits
Liste des titres :
1. I Don't Want a Lover
2. In Demand (chanson inédite)
3. Say What You Want
4. Summer Son
5. Inner Smile (chanson inédite)
6. So in Love With You (chanson réenregistrée)
7. Black Eyed Boy
8. So Called Friend (chanson réenregistrée)
9. Everyday Now (chanson réenregistrée)
10. In Our Lifetime
11. Halo
12. Guitar Song (chanson inédite)
13. Prayer for You (chanson réenregistrée)
14. When We Are Together
15. Put Your Arms Around Me
16. Say What You Want (All Day Every Day)

#### 2003:Careful What You Wish For
Liste des titres :
1. Telephone X
2. Broken
3. Carnival Girl
4. I'll See It Through
5. Where Do You Sleep?
6. And I Dream
7. Careful What You Wish For
8. Big Sleep
9. Under Your Skin
10. Carousel Dub
11. Place in My World
12. Another Day

#### 2005:Red Book
Liste des titres :
1. 036
2. Getaway
3. Can't Resist
4. What About Us
5. Cry
6. Sleep
7. Get Down Tonight
8. Nevermind
9. Bad Weather
10. Masterthief
11. Just Hold On
12. Red Book

#### 2013:The Conversation
Liste des titres :
1. The Conversation
2. Dry Your Eyes
3. If This Isn't Real
4. Detroit City
5. I Will Always
6. Talk About Love
7. Hid From The Light
8. Be True
9. Maybe I
10. Hearts Are Made To Stray
11. Big World
12. I Need Time

#### 2017:Jump on Board
Liste des titres :
1. Let's Work It Out
2. Can't Control
3. For Everything
4. It Was Up To You
5. Tell That Girl
6. Sending A Message
7. Great Romances
8. Won't Let You Down
9. Midnight
10. Round The World

### En solo

#### 2008: Melody
Liste des titres :
1. It Was You
2. All the Times I Cried
3. Stop I Don't Love You Anymore
4. Melody
5. I Wonder
6. I'm Going to Haunt You
7. Don't Keep Me Waiting
8. You Let Me Down
9. Where Did It Go Wrong
10. Day Tripping
11. Françoise

#### 2010: The Movie Songbook
Liste des titres :
1. Xanadu
2. If I Can't Have You
3. God Bless the Child
4. Between the Bars
5. The Sound of Silence de Simon et Garfunkel (film : Le Lauréat)
6. What's New Pussycat?
7. The Windmills of Your Mind
8. Take Me with You
9. Cat People (Putting Out Fire)
10. Many Rivers to Cross
11. Oh, Pretty Woman (film : Pretty Woman)
12. This One's from the Heart
13. Take My Breath Away (film : Top Gun)

### Singles

#### Avec Texas
- 1989
  - I Don't Want a Lover
  - Thrill Has Gone
  - Everyday Now
  - Prayer for You
- 1991/1992
  - Why Believe in You
  - In My Heart
  - Alone with You
  - Mothers Heaven
  - Tired of Being Alone
- 1993/1994
  - So Called Friend
  - You Owe It All to Me
  - So in Love with You
  - You've Got to Live a Little
  - Fade Away
- 1997/1998
  - Say What You Want
  - Halo
  - Black Eyed Boy
  - Put Your Arms Around Me
  - Insane / Say What You Want (All Day, Every Day)
- 1999
  - In Our Lifetime
  - Summer Son
  - When We Are Together
- 2000/2001
  - In Demand
  - Inner Smile
  - I Don't Want a Lover (2001 Remix)
  - Guitar Song
- 2003/2004
  - Carnival Girl
  - I'll See It Through
- 2005/2006
  - Getaway
  - Can't Resist
  - Sleep

#### En solo
- 2008
  - All the Times I Cried
  - Stop, I Don't Love You Anymore
- 2010
  - Xanadu